# Santé au Tchad
Cet article évoque les conditions et les problèmes de santé au Tchad.

## Équipement sanitaire

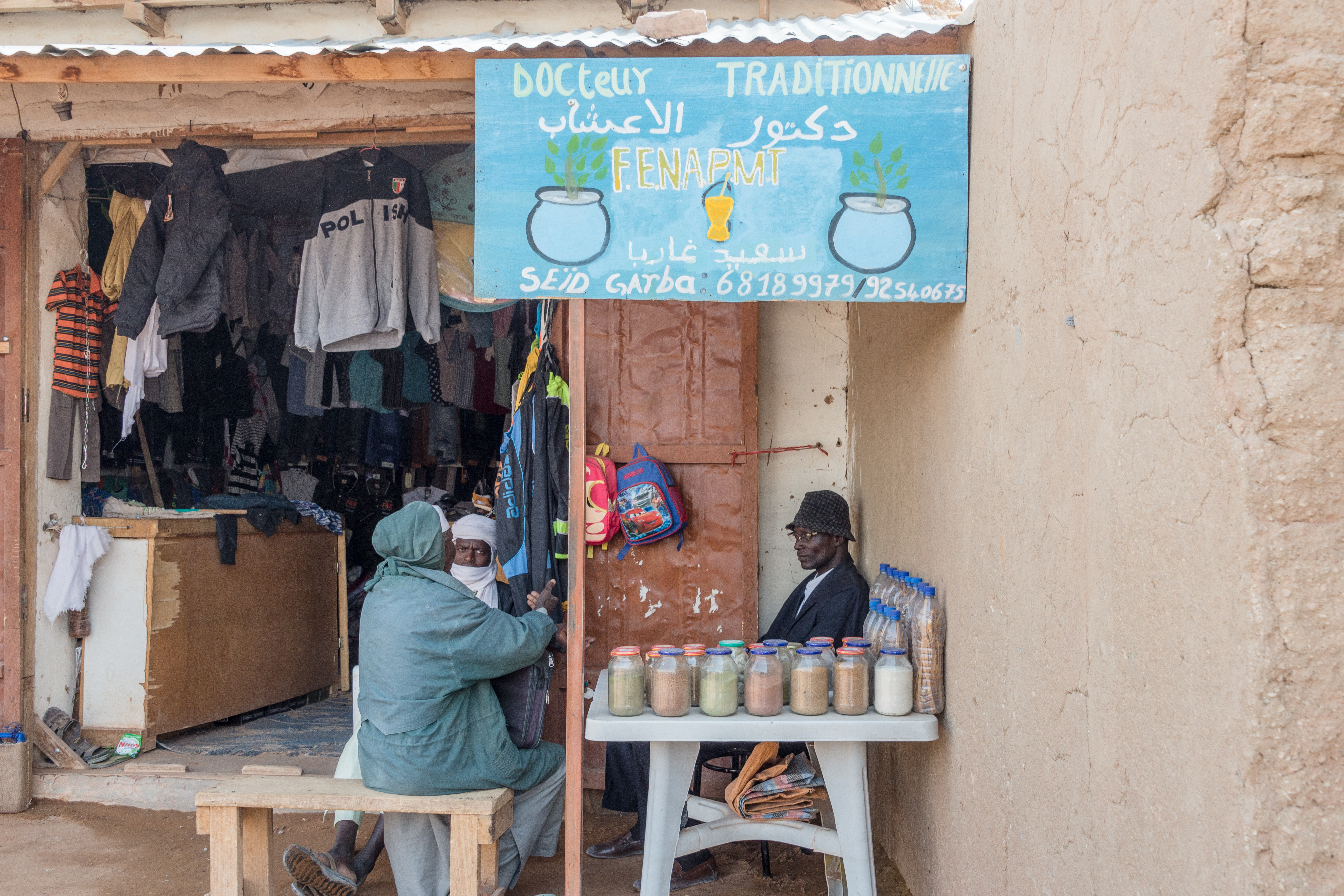
Docteur traditionnel à Faya-Largeau.

## Politique sanitaire
- Vaccination

## Maladies présentes au Tchad
Les maladies particulières existant de façon significative au Tchad sont les suivantes :
- Tétanos
- Ankylostomiase
- Anguillulose
- Bilharziose
- Leptospirose
- Histoplasmose
- Méningite cérébro-spinale (A + C)
- Paludisme
- Arbovirose
- Fièvre jaune
- Rickettsiose
- Borreliose
- Rage
- Trypanosomiase
- Onchocercose
- Filariose lymphatique
- Leishmaniose cutanée
- Poliomyélite
- Hépatite virale (A, B, C, E)
- Amibiase
- Giardiase
- Fièvre typhoïde
- Salmonellose
- Shigellose
- Ascaridiose
- Trichinose
- Dracunculose
- Tæniasis
- Lèpre
- Syndrome d'immunodéficience acquise (pandémie de SIDA causée par le VIH) cf. Sida au Tchad